# Simac Ladies Tour
El Simac Ladies Tour (antes conocida como: Boels Rental Ladies Tour u Holland Ladies Tour) es una carrera de ciclismo en ruta por etapas femenina que se disputa en los Países Bajos a finales del mes de agosto y/o inicios del mes de septiembre.
Se creó en 1998 en la categoría 2.9.2 (última categoría del profesionalismo). Pronto, en 2001 ascendió a la categoría 2.9.1 (máxima categoría del profesionalismo para carreras por etapas femeninas) renombrándose esa categoría en 2005 por la 2.1 manteniendo la carrera dicho estatus. Durante los años 2007-2010 bajó un escalón y se situó en la categoría 2.2 (última categoría del profesionalismo) ascendiendo de nuevo en el 2011 a la 2.1 (aunque en 2013, tras la introducción de la categoría 2.HC, se quedó en un segundo escalón pero solo ese año ya que esa categoría superior solo existió en ese año 2013). 
Su nombre tradicional y por la que es conocida la carrera es Holland Ladies Tour sin embargo desde 2011 ha ido cambiando el nombre oficial así en 2011 se llamó Profile Ladies Tour, en 2012 BrainWash Ladies Tour, en 2013 Boels Rental Ladies Tour y desde 2021 Simac Ladies Tour.
Tiene 6 o 7 etapas.

## Palmarés

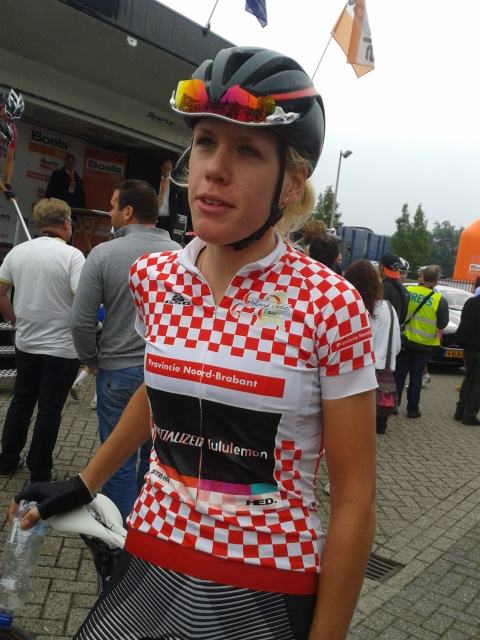
Ellen van Dijk, la ganadora de 2013.

| Año                      | Ganador                     | Segundo              | Tercero              |           |
| ------------------------ | --------------------------- | -------------------- | -------------------- | --------- |
| Holland Ladies Tour      |                             |                      |                      |           |
| 1998                     | Elsbeth Vink                | Leontien van Moorsel | Ingunn Bollerud      |           |
| 1999                     | Leontien van Moorsel        | Judith Arndt         | Susanne Ljungskog    |           |
| 2000                     | Mirjam Melchers             | Ina Teutenberg       | Susanne Ljungskog    |           |
| 2001                     | Petra Rossner               | Diana Žiliūtė        | Debby Mansveld       |           |
| 2002                     | Debby Mansveld              | Mirjam Melchers      | Arenda Grimberg      |           |
| 2003                     | Susanne Ljungskog           | Trixi Worrack        | Olga Zabelínskaya    |           |
| 2004                     | Mirjam Melchers             | Trixi Worrack        | Sissy van Alebeek    |           |
| 2005                     | Tanja Schmidt-Hennes        | Susanne Ljungskog    | Mirjam Melchers      |           |
| 2006                     | Susanne Ljungskog           | Trixi Worrack        | Judith Arndt         |           |
| 2007                     | Kristin Armstrong           | Judith Arndt         | Linda Villumsen      |           |
| 2008                     | Charlotte Becker            | Ina Teutenberg       | Irene van den Broek  |           |
| 2009                     | Marianne Vos                | Kirsten Wild         | Ina Teutenberg       |           |
| 2010                     | Marianne Vos                | Kirsten Wild         | Ellen van Dijk       |           |
| Profile Ladies Tour      |                             |                      |                      |           |
| 2011                     | Marianne Vos                | Emma Johansson       | Kirsten Wild         |           |
| BrainWash Ladies Tour    |                             |                      |                      |           |
| 2012                     | Marianne Vos                | Evelyn Stevens       | Judith Arndt         |           |
| Boels Rental Ladies Tour |                             |                      |                      |           |
| 2013                     | Ellen van Dijk              | Annemiek van Vleuten | Lizzie Armitstead    |           |
| 2014                     | Evelyn Stevens              | Lisa Brennauer       | Ellen van Dijk       |           |
| 2015                     | Lisa Brennauer              | Lucinda Brand        | Ellen van Dijk       |           |
| 2016                     | Chantal Blaak               | Ellen van Dijk       | Alena Amialiusik     |           |
| 2017                     | Annemiek van Vleuten        | Anna van der Breggen | Ellen van Dijk       |           |
| 2018                     | Annemiek van Vleuten        | Ellen van Dijk       | Anna van der Breggen |           |
| 2019                     | Christine Majerus           | Lorena Wiebes        | Lisa Klein           |           |
| 2020                     | cancelada                   | cancelada            | cancelada            | cancelada |
| Simac Ladies Tour        |                             |                      |                      |           |
| 2021                     | Chantal van den Broek-Blaak | Marlen Reusser       | Ellen van Dijk       |           |
| 2022                     | Lorena Wiebes               | Audrey Cordon-Ragot  | Karlijn Swinkels     |           |
| 2023                     | Lotte Kopecky               | Lorena Wiebes        | Anna Henderson       |           |
| 2024                     | Lotte Kopecky               | Franziska Koch       | Zoe Bäckstedt        |           |
| 2025                     |                             |                      |                      |           |

## Palmarés por países
| País           | Victorias |
| -------------- | --------- |
| Países Bajos   | 15        |
| Alemania       | 4         |
| Suecia         | 2         |
| Estados Unidos | 2         |
| Bélgica        | 2         |
| Luxemburgo     | 1         |